# AGM-28 Hound Dog
AGM-28 Hound Dog var en flygburen, kärnvapenbärande kryssningsrobot som användes av USA:s flygvapen.

## Bakgrund
Under 1950-talet bestod USA:s strategiska kärnvapenarsenal huvudsakligen av bombflygplan med frifallande atombomber. Eftersom deras baser var kända var de sårbara för överraskande anfall. Därför höll Strategiska Flygkommandot ständigt bombflygplan med kärnvapen i luften i avskräckande syfte.
När Sovjetunionen började placera ut S-75 Dvina i stor skala runt strategiskt viktiga mål uppstod behovet av att kunna anfalla mål med kärnvapen från säkert avstånd. Därför beslöt flygvapnet i februari 1958 att införskaffa kryssningsrobotar med tillräcklig räckvidd för att kunna avfyras mot mål inne i Sovjetunionen från patrullbanor över Alaska, Grönland och Medelhavet (se en:Operation Chrome Dome).
Roboten var tänkt att vara en temporär lösning fram tills AGM-48 Skybolt togs i tjänst, men Skybolt-projektet lades ner och Hound Dog fick fortsätta att vara Strategiska Flygkommandots enda flygburna robot långt in på 1970-talet då den ersattes av AGM-69 SRAM.

## Design
Hound Dog är till stor del baserad på den landbaserade kryssningsroboten SM-64 Navaho, men den drivs av en Pratt & Whitney J52-P-3 jetmotor (samma motor som i A-4 Skyhawk och A-6 Intruder) i stället för Navahos ramjet-motor. Syftet var att robotens motor skulle kunna hjälpa till att ge bombplanet extra dragkraft vid starten. Roboten kunde sedan tankas upp igen från flygplanets bränslesystem, en egenskap som var unik för AGM-28.
Förutom tröghetsnavigeringssystemet N5G hade AGM-28 även en Kollsman Instruments KS-140 ”Star-Tracker” för astronomisk navigation. Så länge roboten hängde under vingen så kunde robotens navigationssystem användas för att komplettera bombplanets.

## Bilder

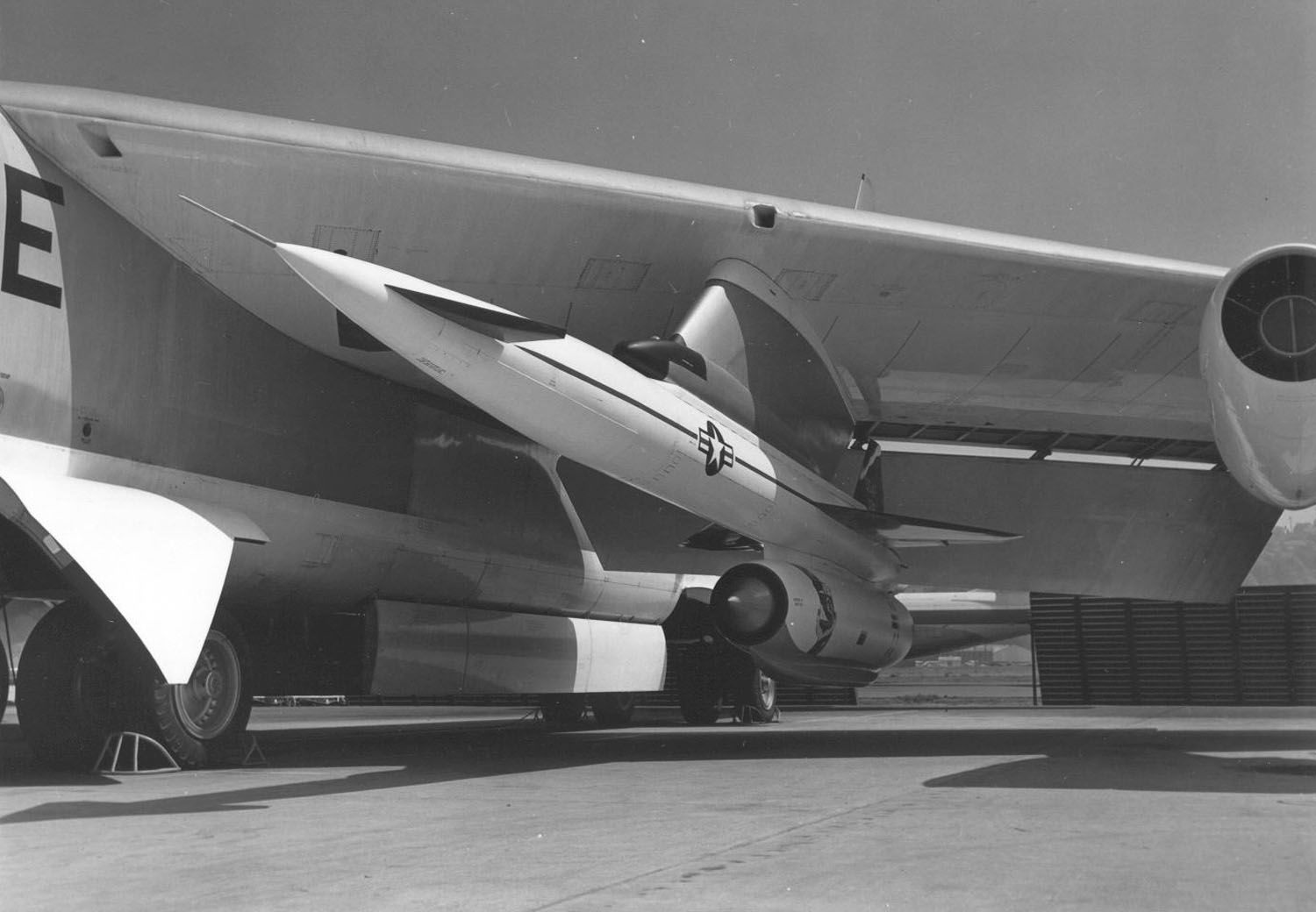
En AGM-28 Hound Dog monterad under vingen av en B-52.
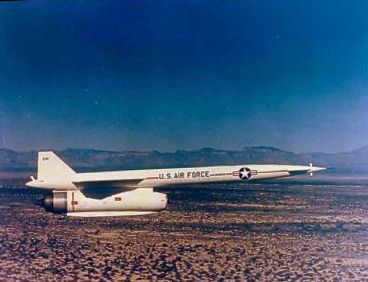
En AGM-28 Hound Dog fotograferad i flykten under en provskjutning.

## Användare
- USA:s flygvapen
  - Strategiska Flygkommandot